# Vesly (Eure)
Vesly è un comune francese di 687 abitanti situato nel dipartimento dell'Eure nella regione della Normandia.

## Società

### Evoluzione demografica
Abitanti censiti